# Fortún Garcés

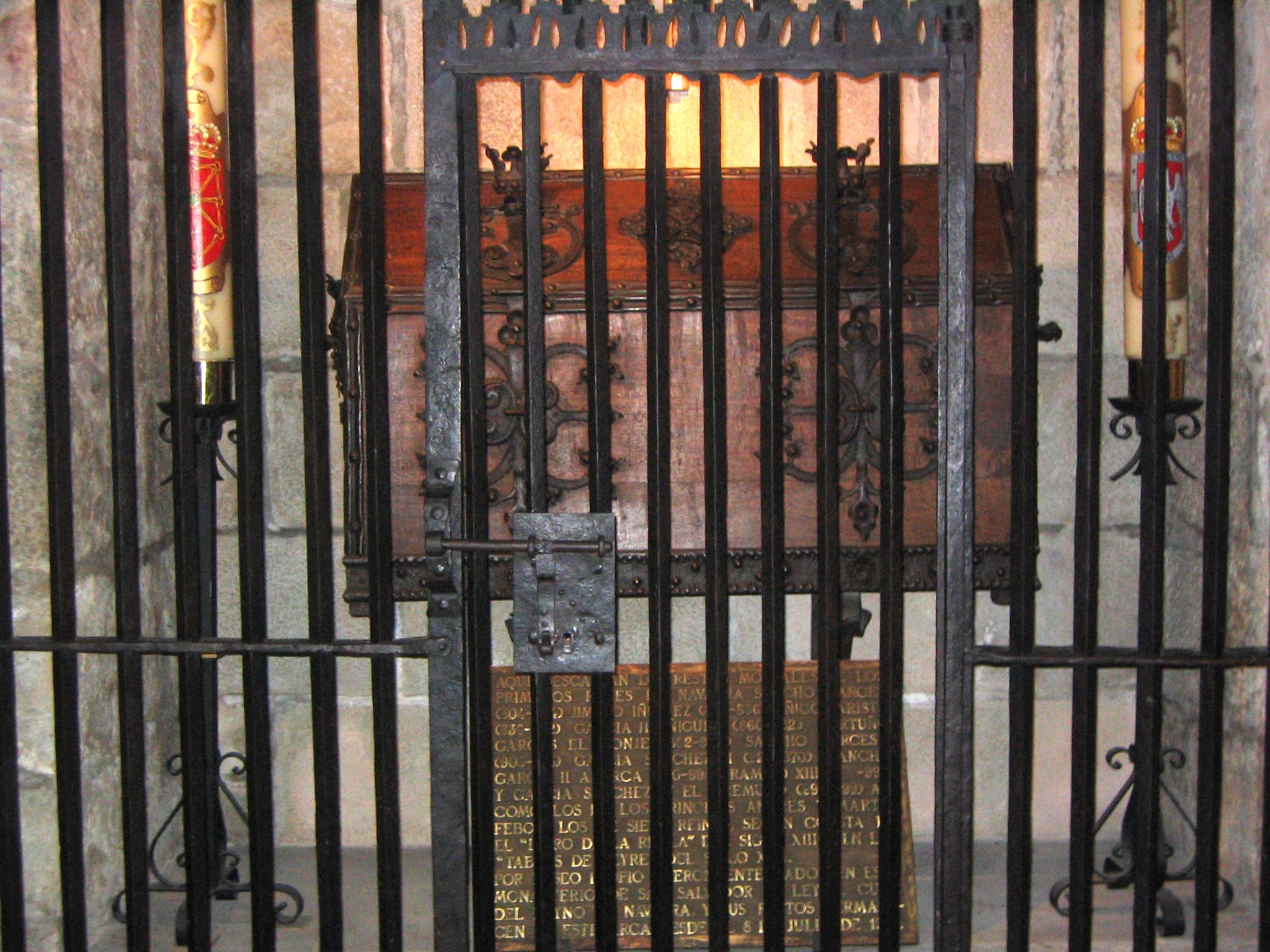
Panteón de los primeros reyes de Navarra en el monasterio de San Salvador de Leyre.

Fortún Garcés —Fortún Garcés II de Sobrarbe— (ca. 826-ca. 922) fue el último caudillo pamplonés de la dinastía Arista-Íñiga. Aunque a menudo se le llama rey de Pamplona, los historiadores actuales prefieren considerar a su sucesor Sancho Garcés I el primer rey auténtico de Pamplona, recurriendo a la expresión «reino en estado latente» para la época de Íñigo Arista, García Íñiguez y Fortún Garcés. Las fuentes musulmanas le asignan el sobrenombre de al-Anqar (el Tuerto) mientras que las cristianas, años después como el Monje, al terminar sus días en el monasterio de Leire. Era hijo de García Íñiguez y de la reina Urraca.

## Cautiverio

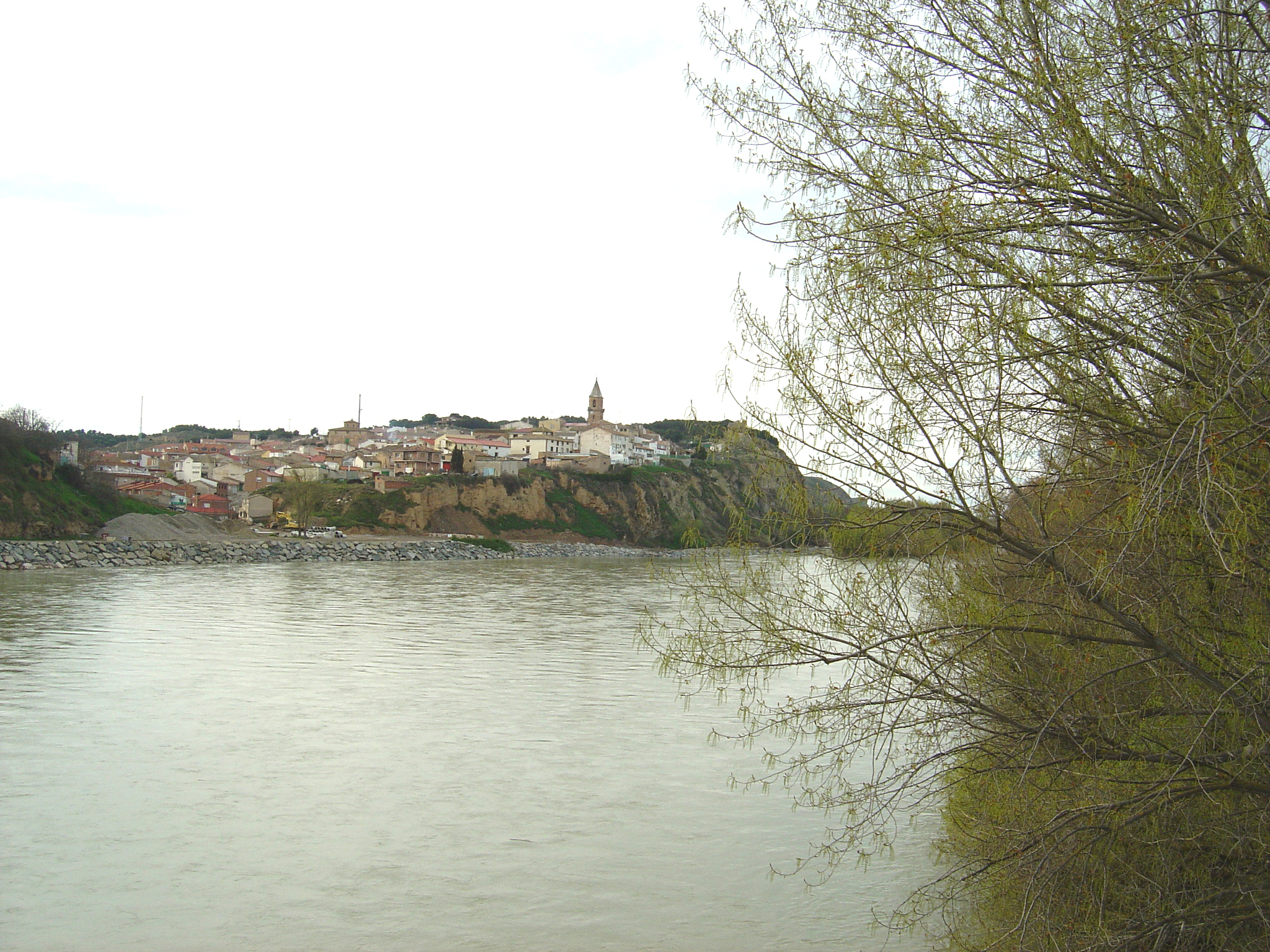
El río Aragón a su paso por la localidad de Milagro donde fue capturado Fortún Garcés y su hija Onneca

Su padre, García Íñiguez, había estrechado los lazos con el reino de Asturias y aflojado los que habían mantenido sus antecesores con los Banu Qasi y por esta razón tuvo que sufrir los constantes ataques de los musulmanes. El emir Muhámmed I ibn Abdurrahmán, gobernador de Córdoba de 852 a 886, invadió el reino de Pamplona en el año 860 y capturó en Milagro, una de las tres plazas ocupadas por los sarracenos, al hijo del caudillo pamplonés García Íñiguez, Fortún Garcés el Monje y a su hija Onneca Fortúnez, tomándolos como rehenes por el pago del débito tributario y llevándolos cautivos a Córdoba. El valí de Zaragoza Muhammad ibn Lubb, nieto de Musa ibn Musa, destruyó en 882 el castillo de Aibar. García Íñiguez falleció defendiendo el castillo de Aibar mientras que el valí Muhammad continuó la lucha conquistando la fortaleza de Sibrana, el castillo de San Esteban en Monjardín y dominando el valle del río Aragón, la sierra de Santo Domingo, Tarazona, Tudela, Calahorra, Viguera, Nájera y la tierra del Deyo.

## Mandato y sucesión

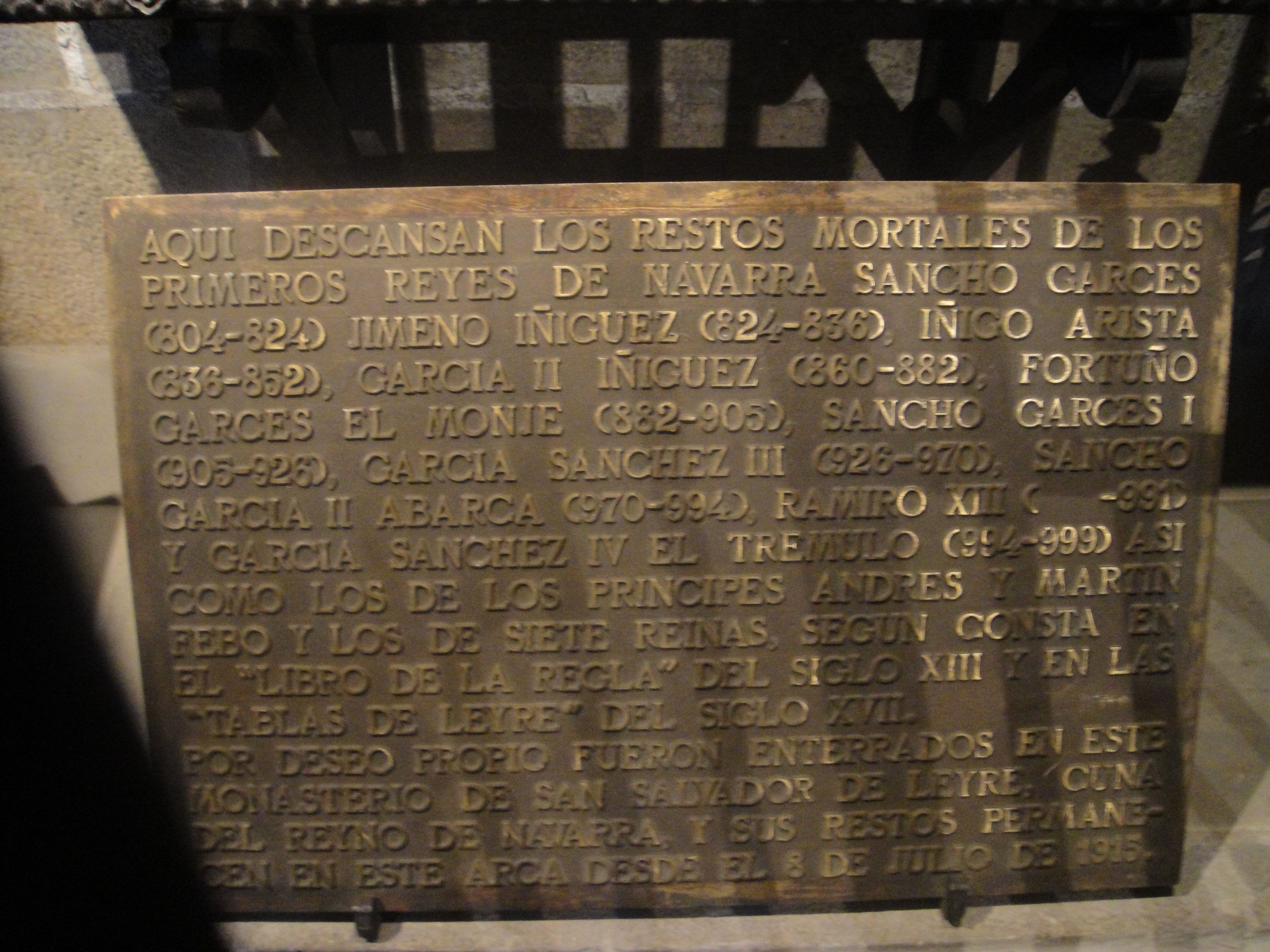
Placa con los nombres de los reyes de Navarra sepultados en el monasterio de San Salvador de Leyre.

Después de casi veinte años de cautividad en Córdoba, Fortún Garcés regresó al territorio pamplonés para ocupar el caudillaje a la muerte de su padre. Fortún ejerció una política de convivencia con los Banu Qasi, más dado a las prácticas piadosas que a las empresas militares, lo que produjo el disgusto de sus vasallos. Se retiraba con frecuencia al monasterio de San Salvador de Leyre al cual hizo grandes donaciones. Durante su ausencia gobernaba Íñigo Garcés.
Finalmente, en 905 la nobleza del reino, harta de ese repliegue y esa postración ante el islam, decidió reemplazarlo por Sancho Garcés, un miembro de su extenso linaje mucho más decidido a proseguir la Reconquista. Se produjo entonces un cambio dinástico en Pamplona cuando Fortún Garcés, próximo a los 80 años de edad, fue forzado a recluirse en Leyre y a abandonar el liderazgo, que fue ocupado por Sancho Garcés, el primer rey de la nueva dinastía Jimena, hijo del conde García Jiménez. Este Sancho Garcés ocupó Pamplona cuando todavía reinaba Fortún Garcés, ayudado por Alfonso III de Asturias, junto con el conde de Pallars. Eliminados los derechos patrimoniales de los hijos de Fortún Garcés, estos recayeron en su nieta Toda, casada con Sancho Garcés I, que los hizo valer y se proclamó rey de Pamplona en 905, tras destronar a Fortún Garcés.
Sancho Garcés fue elegido en 905 rey de Pamplona. Algunas de las causas que motivaron su elección fueron indudablemente que estaba emparentado con la dinastía reinante, gozaba de gran prestigio militar ganado en la defensa de la fortaleza de Aibar y tenía el respaldo de personajes influyentes como el de su tío el conde Ramón I de Ribagorza y Pallars, del conde de Aragón Galindo II Aznárez, esposo de Onneca Garcés, hermana del rey Fortún, y del rey Alfonso III, casado con Jimena Garcés, también hermana del rey Fortún Garcés, y posiblemente su pariente. Es con Sancho Garcés que puede empezar a hablarse del reino de Pamplona, pues tanto Íñigo Arista como su hijo y su nieto son hoy considerados caudillos político-militares más que reyes propiamente dichos.
Fortún I Garcés se retiró en el año 905 al monasterio de San Salvador de Leyre, donde falleció en el año de 922.

## Matrimonio y descendencia
Contrajo matrimonio con Auria (Awriya), también llamada Oria, quien pudo ser hija de Lubb ibn Musa y de Ayab Al-Bilatiyya, y nieta, por parte paterna, de Musa ibn Musa y de Assona Íñiguez. Los hijos fueron:
- Íñigo Fortúnez casado con Sancha Garcés de Pamplona, hija del conde García Jiménez y de su esposa Onneca Rebelle de Sangüesa. Según el Códice de Roda, los hijos de este matrimonio fueron Fortún, Áurea y Lopa Íñiguez. Fortún Íñiguez fue padre de García, Íñigo y Sancha Fortúñez.[16]
- Aznar Fortúnez. Las Genealogías de Roda, que no citan el nombre de su esposa, dice que fue padre de Fortún Aznar, cognomento Orbita quien, a su vez, fue el padre de García Fortúñez de Capannas (Cabañas, próximo a Lumbier).[d]
- Velasco Fortúnez, quien según las Genalogías de Roda tuvo tres hijas: Jimena esposa de Íñigo Garcés, que gobernó Pamplona en 900, hijo del conde García Jiménez y de su esposa de Onneca Rebelle de Sangüesa;[18] Toda Velázquez, mujer de Íñigo Manzones; y Sáncha Velázquez, casada con Galindo Jiménez.[e]
- Lope Fortúnez.[f]
- Onneca Fortúnez (n. ca. 847), contrajo un primer matrimonio con Abd Allah I de Córdoba, de quien tuvo a un hijo llamado Muhammad, padre del califa Abderraman III.[7] A la vuelta de su cautiverio, Onneca se casó con su primo hermano, Aznar Sánchez de Larraún,[21] hijo de Sancho Garcés y nieto de García Íñiguez de Pamplona,[22] de quien tuvo a Toda Aznárez que fue reina de Pamplona.[7]